# La Casera
La Caseira é uma marca de refrescos espanhola. Foi fundada em 1949 pela família Duffo. Na actualidade é propriedade da empresa Orangina Schweppes, que a sua vez é, desde 2009, propriedade do grupo japonês Suntory.
Comercializa bebidas gasosas: gasosa, refrescos de limão, refrescos de laranja, refrescos de cola e tinto de verão (uma mistura de vinho e gasosa).

## História
A origem da empresa remonta-se a don Francisco Duffo Foix, nascido em Saint-Laurent-de-Neste, França, em 1873. Numa viagem a San Sebastián, Espanha, conhece à que seria a sua esposa, Victoria González, com a que terá cinco filhos. A partir desse momento a sua vida estará sempre conectada à Espanha.
O seu interesse pelos refrescos e as bebidas com gás começa a princípios de século, quando obtém a representação da empresa de sifões inglesa British Siphon e da empresa francesa de equipamentos para fábricas de bebidas carbónicas SMA.
Em 1923 instala-se em Barcelona e decide abrir ele mesmo uma fábrica de sifões e bebidas gasosas, que vende baixo a marca El Rayo. Em 1928, depois de reunir-se em Paris com os directores da empresa Coca Cola, obtém a primeira concessão de Coca Cola para a península, que engarrafa e comercializa com sucesso até à Guerra Civil. Anos mais tarde, os seus filhos serão os responsáveis por trazer e popularizar em Espanha outra bebida estrangeira, a tónica, ao se converter os Duffo em 1957 nos concessionários da Schweppes para Espanha.
A Guerra Civil supõe um parêntese para os negócios da família Duffo nas bebidas gasosas; falta matéria prima e a fábrica é colectivizada pelos sindicatos. A posguerra traz uma grave crise. Naquela época existiam um semfim de marcas de gasosa, eram marcas muito locais elaboradas artesanalmente. O filho de Francisco, Félix Duffo González, tem a ideia de fabricar gasosas a outro nível, conseguir uma bebida suave e agradável, com um formato padronizado que possa ser vendida em massa em todo o país. Os irmãos Duffo González estavam dispostos a pôr a cada um seu grão de areia no ambicioso projecto: Francisco filho, a distribuição por toda Espanha; Víctor - fabricante de essências e xaropes - o olfacto; e Félix, a coordenação.
A 31 de maio de 1949, constitui-se El Casero S.L.. a 23 de agosto pagam-se 2.300 pesetas para a licença de abertura de um local de 371 metros quadrados em Madrid.
Em abril de 1950 aparecem no mercado as primeiras 1.417 garrafas da Casera, que se venderam por 1.700,40 pesetas. Vendiam-se garrafas de um litro, substituindo-se o tradicional fechamento de cortiça com uma corda, por um fechamento mecânico com uma tampa de porcelana, como o do água oxigenada, dando assim a imagem de algo moderno e higiênico. Em junho, fabricaram-se 25.000 e ao final do ano tinham-se vendido 380.090 litros, o que supôs uns rendimentos de quase meio milhão de pesetas. Para que as donas-de-casa conhecessem o produto, um repartidor em bicicleta de três rodas presenteava pelos bairros as garrafas.
Na cada lugar em que La Casera se queria implantar se comprava a fábrica de gasosa mais forte ou se assinava um acordo de colaboração. Neste período cria-se uma rede de distribuição própria para chegar a todos os rincões de uma Espanha de posguerra muito mal comunicada.
Na década de 1960 criam-se novos sabores, aparecem La Casera Limão e La Caseira Laranja. Tudo cresce ano após ano até chegar em 1971 a uma produção de 300.000 litros à hora, se converte no refresco familiar por excelência e o complemento típico do vinho de mesa.
Nesse momento, La Caseira era a gasosa mais vendida do mercado e a terceira empresa de refrescos da Espanha após Coca Cola e Pepsi. Possuía 40 plantas de engarafamento. Em 1984 comercializou 518 milhões de litros de gasosa. Ademais, era proprietária das marcas Monte Verde, Play's, Surfing e Twin e tinha licença para comercializar a bebida estadounidense Seven Up. Em 1984, La Casera obteve uns rendimentos de 15.273 milhões de pesetas e contava com um elenco de 3.600 trabalhadores. 
Não obstante, foi-se produzindo uma perda progressiva da quota de mercado de 19,1% em 1990 a um 12,3% em 1995. Em novembro de 1995 o grupo Iberian Beverage Group (IBG) adquiriu à família Duffo os 51% da Casera. O grupo estava formado pelo grupo cervejeiro Bavaria (controlado pela família colombiana Santo Domingo), a família belga Berggruen e por Westford, um fundo de investimentos estadounidense especializado na reestruturação de empresas.
Em dezembro de 1995 o número de trabalhadores da Casera tinha-se reduzido a 935 e a marca apresentou um plano de viabilidade que incluía despedimentos a mais de 400 pessoas e o fechamento de várias fábricas. Os sindicatos protestaram contra este plano e em abril de 1996 pactuou-se que só se despedissem a 260 pessoas (o 29% do elenco). Em maio de 1996 IBG fez-se com o controle de 100% do accionistas da empresa. No final de 1996 a empresa começou a exportar para Cuba, Colômbia, Marrocos e Argélia. Em 1997 a empresa começa a ter perdas em lugar de lucros.
Em fevereiro de 1999 o fundo de investimentos francês Paribas comprou um 13% das acções da Casera ao grupo Bavaria. Bavaria tinha vendido já um 27% à família Berggruen. A partir de março de 1999 La Casera voltou a ter lucros.
Em dezembro de 1998 Coca Cola decide adquirir as marcas de Cadbury Schweppes. Este acordo inicialmente excluía os Estados Unidos, França e África do Sul. La Casera recorreu ante os tribunais de concorrência mercantil espanhóis e comunitários porque um acordo assim produziria que o 72% dos refrescos fossem comercializados pela companhia Coca Cola, e isto faria que todos os locais no sector da hotelaria contratassem com a Coca Cola para o seu abastecimento, levando a uma situação parecida à do monopólio. Pepsico compartilhava a tese da Casera e realizou as mesmas reclamações. Por causa destas reclamações a Coca Cola acedeu a que o acordo não se aplicasse a nenhum país da União Europeia (salvo o Reino Unido, Irlanda e Grécia) e que, no mesmo continente, também não se aplicasse à Noruega e Suíça.
A partir do ano de 2000 a La Casera começou a exportar o seu produto para a Itália.
Em 2001 o grupo britânico Cadbury Schweppes comprou a La Casera por 19.467 milhões de pesetas. Ainda que comercializava marcas como a tónica Schweppes, Trina ou Orangina, a La Caseira passou a supor uma oitava parte das suas vendas.
Em novembro de 2005 Cadbury Schweppes chegou a um acordo com os fundos de investimento Lion Capital e Blackstone para vender-lhes o seu negócio de bebidas na Europa continental por 1.850 milhões de Euros. Entre essas marcas estavam a La Casera e Trina.
Em 2001 a Cadbury Schweppes tinha comprado a marca Orangina e em 2008 passou a chamar-se Orangina Schweppes. Em 2009 o grupo japonês Suntory adquiriu a empresa Orangina Schweppes, que a sua vez era proprietária da Casera.

## Publicidade e imagem de marca
Os consumidores espanhóis dizem "casera" em vez de dizer gasosa. Ao longo da sua história, a publicidade tem ido revestida com características tradicionais umas vezes e com características modernas e juvenis em outras ocasiões, para poder seduzir a todos os consumidores. Um dos seus slogans mais conhecidos é "Se não há Casera nos vamos", do que chegaram a fazer um passoduplo para um anúncio em 2005. Em 2010 teve uma campanha publicitária que situava ao produto no palco da banda desenhada 13 Rue do Percebe, de Francisco Ibáñez.
A tradicional garrafa de cristal da Casera com a tampa de porcelana vende-se em páginas web como a eBay como objeto de colecção. Em 1999, com motivo do 50 aniversário da marca, saiu ao mercado uma edição conmemorativa da sua famosa garrafa de cristal. Fabricaram-se mais de 1 milhão de garrafas para a ocasião, réplicas exactas das que deixaram de se vender na década de 1970. Até princípios da década de 1990 na garrafa aparecia uma casita sorridente, ilustrando o nome da marca, que fazia parte do logo. Este desenho foi recuperado em 2008.
Assim mesmo, a La Caseira é a bebida preferida da personagem literária Manolito Gafotas.
Foi o primeiro patrocinador na Espanha de basquete, e tem participado em acontecimentos desportivos como a Volta a Espanha, o Tour de France ou a Copa América, patrocinando em 1992 a primeira participação da equipa espanhola.
À gasosa desta marca às vezes chama-se-lhe "La Casera blanca" ou, simplesmente, "blanca", para diferenciá-la do refresco de limão da mesma marca.

## Tinto de verão

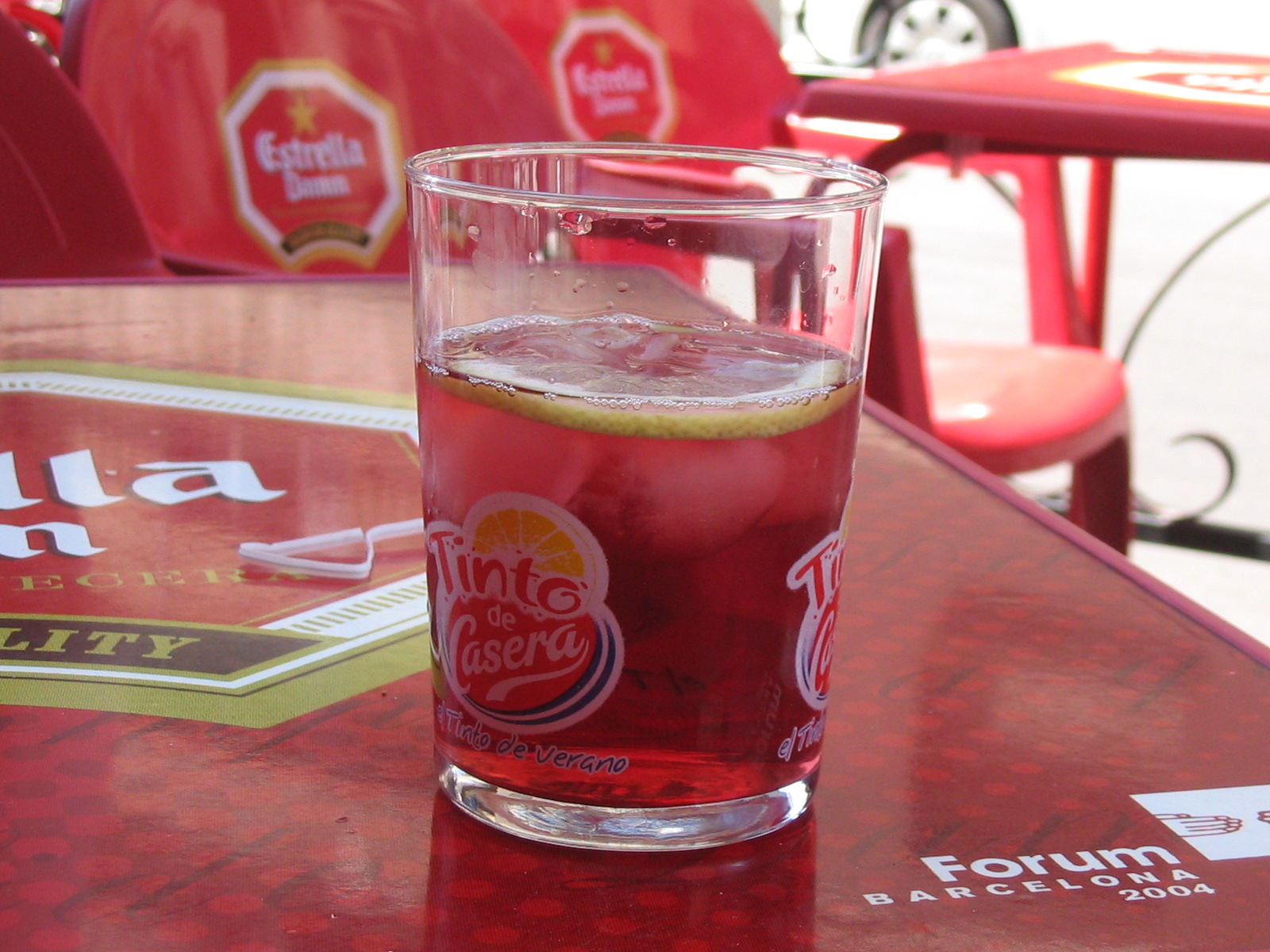
Um tinto de verão no terraço de um bar espanhol, servido num copo com publicidade da Casera

É um cocktail de verão onde se mistura gasosa ou um refresco de limão com vinho tinto. Em Espanha preparou-se muito habitualmente com La Casera, por ser a marca mais popular de gasosa. Também se pode misturar cerveja com gasosa para produzir a cerveja clara.
O tinto de verão dá nome a dois ensaios de Elvira Lindo aparecidos em 2001 e 2002: Tinto de verão e Tinto de verão 2: o mundo é um lenço, de Madri a Nova York.